# Banca Comercială Română

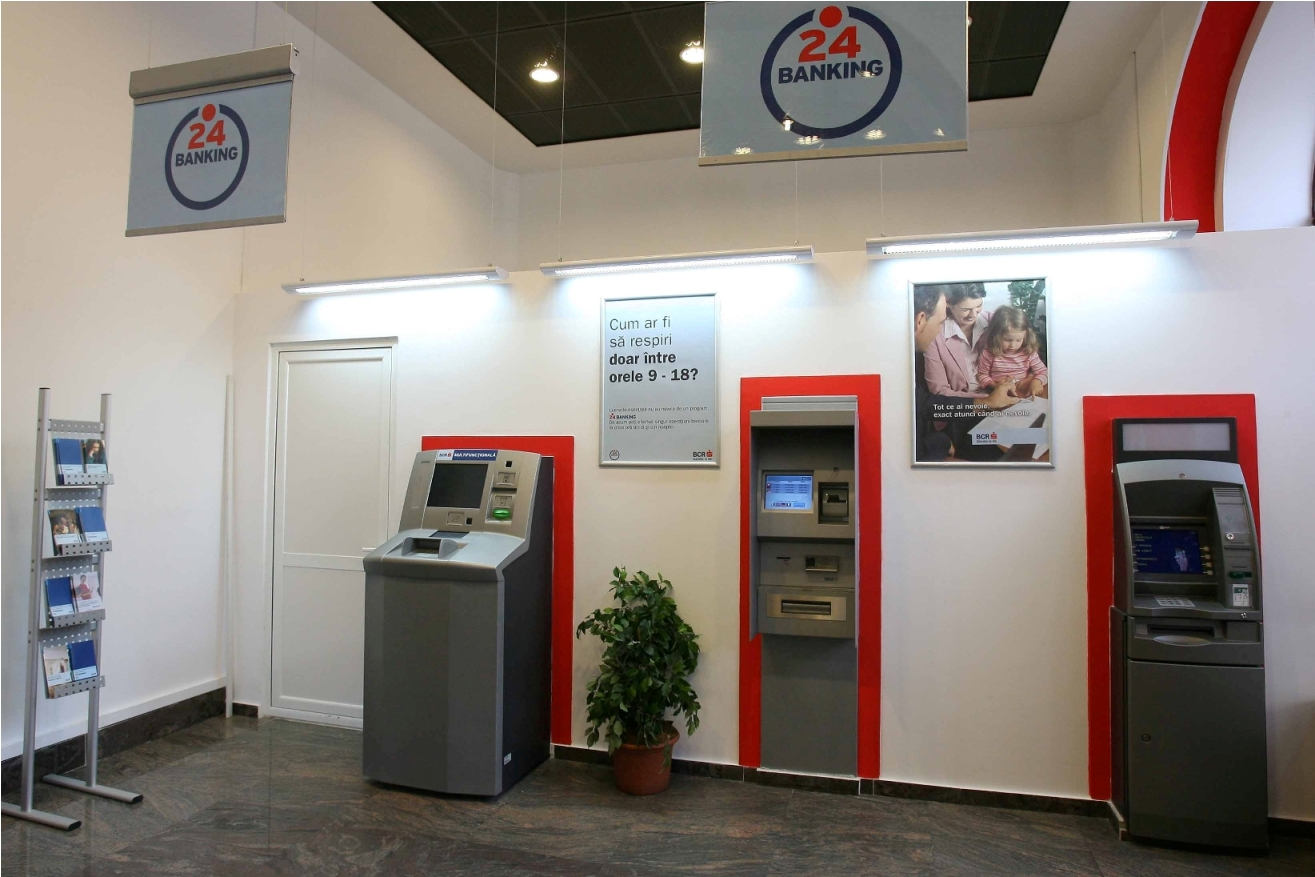
SelfBank BCR

Banca Comercială Română (BCR) este o bancă universală cu sediul în București, înființată în 1990 prin preluarea activitățile comerciale ale BNR. Banca face parte din grupul austriac Grupul Erste și formează local Grupul BCR.
În 2024, BCR are 317 sucursale, 3 milioane clienți și 5158 angajați.

## Istoric
Banca Comercială Română a fost constituită în 1990 prin preluarea activităților comerciale ale Băncii Naționale a României.
În 1998, BCR se extinde în Republica Moldova printr-o filială la Chișinău.
- 1999 – BCR fuzionează prin absorbție cu Bancorex
- 2001 – BCR Leasing se lansează pe piața românească
- 2003 – Banca este privatizată prin vânzarea acțiunilor către BERD și IFC
- 2005 – Se înființează BCR Asigurări de viață
- 2006 – 61,88% din acțiunile băncii de la Guvernul Român, Banca Europeană pentru Reconstrucție și Dezvoltare (BERD) și International Finance Corporation (IFC) sunt achiziționate de banca austriacă Erste Bank pentru 3,75 miliarde euro.
- 2007 – BCR își schimbă fața adoptând o siglă nouă, pe modelul celei de la Erste
- 2007 – BCR Administrare Fond de Pensii intră pe piața românească
- 2008 – Banca Comercială Română vinde operațiunile de asigurări către Vienna Insurance Group
- 2008 – BCR Banca pentru Locuințe intră pe piața românească
- 2009 – BCR adoptă un program de emitere de obligațiuni pe termen mediu – Medium Term Notes (MTN) – în valoare totală de 3 miliarde EUR.
- 2018 – BCR introduce George ca nouă platformă digitală de banking pentru clienții săi[4]

## Grupul Financiar BCR
BCR face parte din Grupul BCR care mai include si BCR Banca pentru Locuințe SA, BCR Pensii, Societate de Administrare a Fondurilor de Pensii Private SA și BCR Leasing IFN SA.
BCR Banca pentru Locuinte SA (BCR BpL) s-a înființat în anul 2008. Scopul societății de economisire-creditare este promovarea, susținerea și valorificarea dezvoltării sistemului de economisire – creditare în România, oferind produse de economisire – creditare (produse bauspar) îndeosebi persoanelor fizice, ca alternativă la creditele pentru locuințe, precum și produse de depozit pe termen mediu.
BCR Pensii SA (BCR Pensii Societate de Administrare a Fondurilor de Pensii Private SA) s-a înființat în iunie 2007 cu un capital social de 50.000.000 lei deținut 99,99% de către bancă. Societatea administrează fonduri de pensii private:
- Fondul de Pensii Administrat Privat BCR (Pilonul II)
- Fondul de Pensii Facultativ BCR Plus (Pilonul III)

BCR Leasing IFN SA s-a înființat în martie 2001. Principala activitate derulată este furnizarea de servicii de leasing financiar/finanțare. Societatea este guvernată de Legea nr. 93/2009 privind instituțiile financiare nebancare.
BCR Social Finance IFN SA s-a înființat în anul 2008. Principala activitate derulată este microfinanțarea companiilor. Societatea este deținută de 49% de BCR și 51% de Erste Social Finance Holding GMBH.
Suport Colect SRL s-a înființat în anul 2009 cu scopul de a recupera creanțele.
BCR Seed Starter SRL s-a înființat în anul 2023 ca o companie de capital de risc corporativ cu scopul de a investi în startup-uri tehnologice.
|    | Denumire entitate                                                      | Domeniu de activitate al entității                                                | CUI      |
| -- | ---------------------------------------------------------------------- | --------------------------------------------------------------------------------- | -------- |
| 1  | Banca Comerciala Romana SA                                             | Alte activități de intermedieri monetare                                          | 361757   |
| 2  | Procurement Services RO SRL                                            | Activități de consultanță pentru afaceri și management                            | 10546957 |
| 3  | BCR Leasing IFN SA                                                     | Alte activități de creditare                                                      | 13795308 |
| 4  | BCR Asigurări de Viață Vienna Insurance Group SA                       | Activități de asigurări de viață                                                  | 18066920 |
| 5  | BCR Pensii Societate de Administrare a Fondurilor de Pensii Private SA | Activități ale fondurilor de pensii                                               | 22028584 |
| 6  | BCR Banca pentru Locuințe SA                                           | Alte activități de intermedieri monetare                                          | 23739062 |
| 7  | SAI Erste Asset Management SA                                          | Activități de administrare a fondurilor                                           | 24566377 |
| 8  | Suport Colect SRL                                                      | Activități auxiliare intermedierilor financiare                                   | 25692675 |
| 9  | BCR Fleet Management SRL                                               | Activități de închiriere și leasing cu autoturisme și autovehicule rutiere usoare | 26057566 |
| 10 | BCR Payments Services SRL                                              | Alte activități de intermedieri monetare                                          | 29176367 |
| 11 | BCR Seed Starter SRL                                                   | Alte intermedieri financiare                                                      | 49124176 |

## Premii și distincții
- MasterCard Bank of the Year 2019:
  - Banca Anului 2018
  - George - Serviciul Online al Anului, 2018
  - Cea mai activă instituție în educație financiară, 2018
  - Instituția financiară social-responsabilă a anului, 2018
  - Cea mai inovatoare instituție financiară a Anului, 2018
- Finmedia Gala Premiilor Online Banking : Cel mai mare număr de clienți în mobile banking, 2019
- Guiness World Record: Cea mai mare lecție de educație financiară din lume, 2018